# Hebbronville
Hebbronville är administrativ huvudort i Jim Hogg County i Texas sedan countyts grundande 1913. Beslutet att välja Hebbronville till huvudort var enhälligt. Enligt 2010 års folkräkning hade Hebbronville 4 558 invånare.